# Цунами

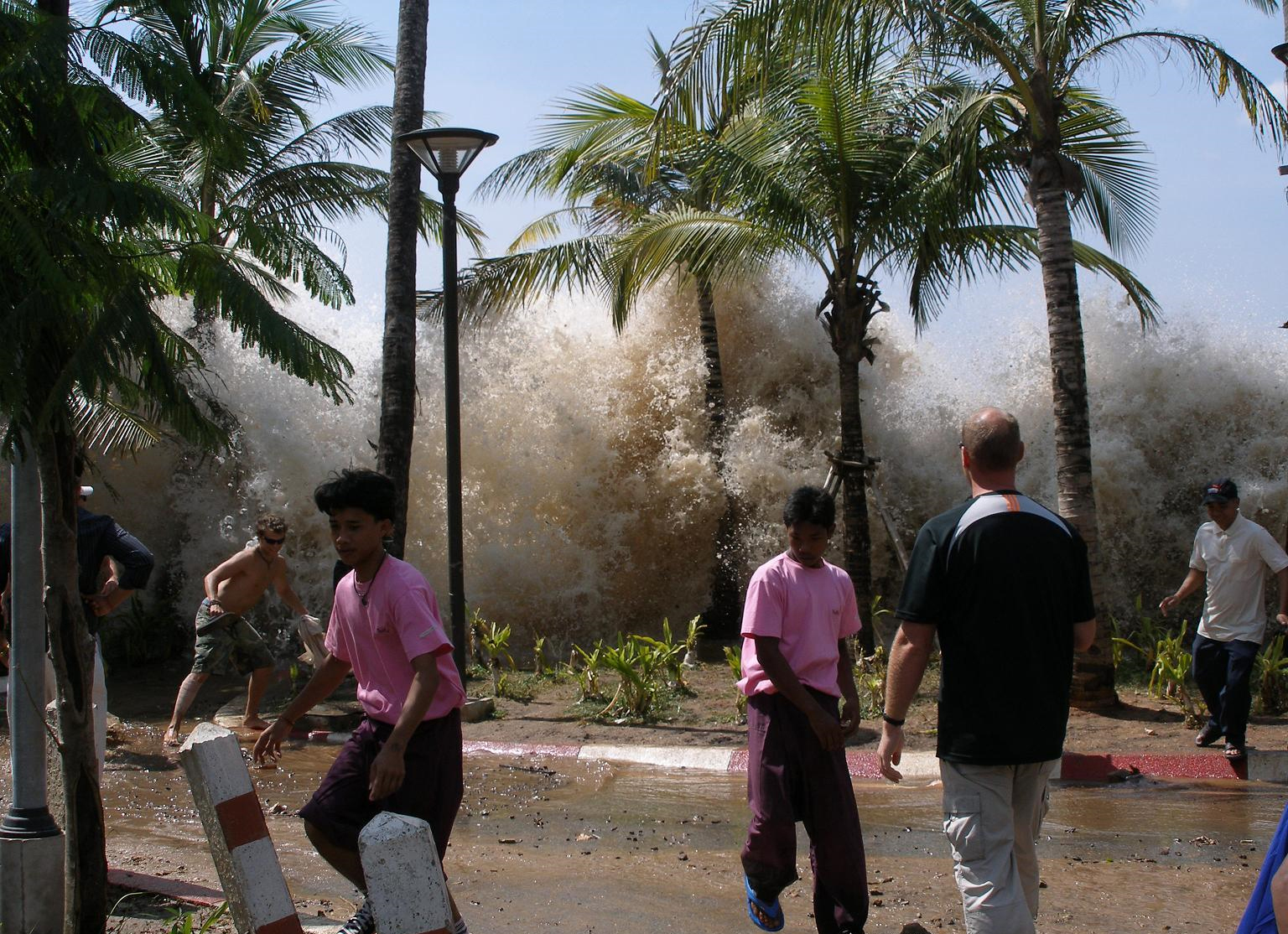
Приход цунами в курортный город Ао Нанг застигает обитателей врасплох

Геоморфологическая природа цунами

Цуна́ми (яп. 津波 IPA: [t͡sɯnä́mí], где 津 — «бухта, залив», 波 — «волна») — сейсмические волны в поверхностных водах Земли, порождаемые земле- и моретрясениями (сливные землетрясения). Представляют собой длинные волны, вызываемые мощным воздействием на всю толщу воды в океане или другом водоёме. Практически незаметны в открытом море, но превращаются в разрушительный водяной вал в прибрежном мелководье (отсюда японское название, дословно означающее «волна в заливе»).
Цунами, по мнению некоторых специалистов, являются солитонами. Причиной большинства цунами являются подводные землетрясения (моретрясения), во время которых происходит резкое смещение (поднятие или опускание) участка морского дна. Цунами образуются при землетрясении любой силы, но большой силы достигают те, которые возникают из-за сильных землетрясений (с магнитудой более 7). В результате землетрясения распространяется несколько волн. Более 80 % цунами возникают на периферии Тихого океана. Первое научное описание явления дал Хосе де Акоста в 1586 году, когда после мощного землетрясения в Лиме (Перу) цунами высотой 25 метров взлилось вглубь суши на расстояние 10 км.

## Описание в русских источниках
С. П. Крашенинников в своём «Описании земли Камчатки» первым в России описал и цунами как некий «взлив» моря после «земли трясения» 1737 года у берегов Камчатки, включая такие подробности как осыхание морского дна перед «взливом».
Также цунами узнаётся в описании бедствия 1780 года, которое разорило первое русское поселение на курильском острове Урупе (в бухте на океанской стороне) — вода стала стремительно уходить из бухты, чтобы потом обратно «идти валом...».

## Теория

Когда волна попадает на мелководье, она замедляется, а ее амплитуда (высота) увеличивается.

В открытом океане волны цунами распространяются со скоростью {\displaystyle {\sqrt {g\cdot H}}}, где {\displaystyle g} — ускорение свободного падения, а {\displaystyle H} — глубина океана (так называемое приближение мелкой воды, когда длина волны намного больше глубины). При средней глубине 4 км скорость распространения равна 200 м/с или 720 км/ч. В открытом океане высота волны обычно не превышает 50 см, и поэтому волна не опасна для судоходства, её даже не могут увидеть люди на борту лодки или корабля. Период волны — от минут до часа, длина волны может быть от десятка до нескольких сот километров, скорость в океане — 600—900 км/ч, на континентальном шельфе — 100—300 км/ч. При выходе волн на мелководье, вблизи береговой черты, их скорость и длина уменьшаются, а высота увеличивается. У берега высота цунами может достигать нескольких десятков метров. Наиболее высокие волны, до 30—40 метров, образуются у крутых берегов, в клинообразных бухтах и во всех местах, где может произойти фокусировка. Районы побережья с закрытыми бухтами являются менее опасными. Цунами обычно проявляется как серия волн, так как волны длинные, то между приходами волн может проходить более часа. Именно поэтому не стоит возвращаться на берег после ухода очередной волны, а стоит выждать несколько часов.
Высоту волны на прибрежном мелководье ({\displaystyle H_{\text{мелк.}}}), не имеющем защитных сооружений, можно посчитать по следующей эмпирической формуле:
{\displaystyle H_{\text{мелк.}}=1,3\cdot H_{\text{глуб.}}\cdot (B_{\text{глуб.}}/B_{\text{мелк.}})^{1/4},} м
где
- {\displaystyle H_{\text{глуб.}}} — изначальная высота волны в глубоком месте;
- {\displaystyle B_{\text{глуб.}}} — глубина воды в глубоком месте;
- {\displaystyle B_{\text{мелк.}}} — глубина воды в прибрежной отмели;

## Причины образования цунами
Землетрясения, извержения вулканов и другие подводные взрывы (в том числе взрывы подводных ядерных устройств), оползни, ледники, метеориты и другие разрушения выше или ниже уровня воды — всё это обладает достаточным потенциалом, чтобы вызвать цунами. Первое предположение о том, что цунами связано с подводными землетрясениями, было высказано древнегреческим историком Фукидидом.

### Наиболее распространённые причины
- Подводное землетрясение (около 85 % всех цунами). При землетрясении под водой происходит взаимное смещение дна по вертикали: часть дна опускается, а часть поднимается. Поверхность воды приходит в колебательное движение по вертикали, стремясь вернуться к исходному уровню, — среднему уровню моря, — и порождает серию волн. Далеко не каждое подводное землетрясение сопровождается цунами. Цунамигенным (то есть порождающим волну цунами) обычно является землетрясение с неглубоко расположенным очагом. Проблема распознавания цунамигенности землетрясения до сих пор не решена, и службы предупреждения ориентируются на магнитуду землетрясения. Наиболее сильные цунами генерируются в зонах субдукции. Также, необходимо, чтобы подводный толчок вошёл в резонанс с волновыми колебаниями.
- Оползни. Цунами такого типа возникают чаще, чем это оценивали в XX веке (около 7 % всех цунами). Зачастую землетрясение вызывает оползень, и он же генерирует волну. 9 июля 1958 года в результате землетрясения на Аляске в бухте Литуйя возник оползень. Масса льда и земных пород обрушилась с высоты 1100 м. Образовалась волна, достигшая на противоположном берегу бухты высоты более 524 м.[13][14] Подобного рода случаи весьма редки и, конечно, не рассматриваются в качестве эталона. Но намного чаще происходят подводные оползни в дельтах рек, которые не менее опасны. Землетрясение может быть причиной оползня и, например, в Индонезии, где очень велико шельфовое осадконакопление, оползневые цунами особенно опасны, так как случаются регулярно, вызывая локальные волны высотой более 20 метров.
- Вулканические извержения (около 5 % всех цунами). Крупные подводные извержения обладают таким же эффектом, что и землетрясения. При сильных вулканических взрывах образуются не только волны от взрыва, но вода также заполняет полости от извергнутого материала или даже кальдеру, вследствие чего возникает длинная волна. Классический пример — цунами, образовавшееся после извержения Кракатау в 1883 году. Огромные цунами от вулкана Кракатау наблюдались в гаванях всего мира и уничтожили в общей сложности 5000 кораблей, погибло 36 000 человек[15].

### Другие возможные причины
- Человеческая деятельность. В эпоху атомной энергии у человека в руках появилось средство, способное вызывать сотрясения, раньше доступные лишь природе. В 1946 году США произвели в морской лагуне глубиной 60 м подводный атомный взрыв с тротиловым эквивалентом 20 тыс. тонн. Возникшая при этом волна на расстоянии 300 м от взрыва поднялась на высоту 28,6 м, а в 6,5 км от эпицентра ещё достигала 1,8 м. Но для дальнего распространения волны нужно вытеснить или поглотить некоторый объём воды, поэтому волны от подводных оползней и взрывов всегда имеют локальный характер. Если одновременно произвести взрыв нескольких водородных бомб на дне океана, вдоль какой-либо линии, возможно образование более высокой волны, за счёт кумулятивного эффекта, но не попадающее в категорию цунами в силу того, что для формирования цунами требуется сдвиг всей толщи воды, тогда как взрыв формирует только поверхностные волны. Компьютерное моделирование таких экспериментов проводилось и доказало отсутствие каких-либо существенных результатов по сравнению с более доступными видами вооружений. В настоящее время любые подводные испытания атомного оружия запрещены серией международных договоров.

- Падение крупного метеорита диаметром в сотни метров создаст чрезвычайно высокую волну, однако круговая волна от точечного источника быстро потеряет свою энергию и скорее всего не нанесет суше существенного вреда. Цунами от крупного метеорита может быть опасным в том случае, если метеорит упадет в пределах 10-20 километров от береговой линии.[16][17]

- Метеоцунами или метеорологическое цунами — это цунамиподобная морская волна метеорологического происхождения. Метеоцунами возникают, когда быстрые изменения атмосферного давления вызывают смещение поверхностных вод. Чаще всего встречается в Средиземном море у берегов Италии, Испании и Хорватии, а также в Тихом океане, у берегов России, Китая, Японии и США[18]. В России периодически наблюдаются в портах южной части о-ва Сахалин и Курильских островов[19]. В период 2000—2014, около 3 % цунами имело зарегистрированное метеорологическое происхождение, хотя истинная распространенность метеоцунами может быть до 10 %.

### Схожие явления
- Существуют такие явления, как «волны-убийцы» (одиночные волны высотой 20-30 м). Однако, в отличие от цунами, набирающих большую высоту лишь на мелководье, эти волны встречаются в открытом море и не вызывают затоплений на берегу.

- Штормовой прилив (нагонная волна), вызывающий наводнения в заливах и устьях рек, может выглядеть как резкий подъем уровня воды, однако не является кратковременным событием.

## Признаки появления цунами
- Внезапный быстрый отход воды от берега на значительное расстояние и осушка дна. Чем дальше отступило море, тем выше могут быть волны цунами. Люди, находящиеся на берегу и не знающие об опасности, могут остаться из любопытства или для сбора рыбы и ракушек. В данном случае необходимо как можно скорее покинуть берег и удалиться от него на максимальное расстояние — таким правилом следует руководствоваться, находясь, например, в Японии, на индоокеанском побережье Индонезии, на Камчатке. В случае телецунами[англ.] волна обычно подходит без отступления воды.
- Землетрясение. Эпицентр землетрясения находится, как правило, в океане. На берегу землетрясение обычно гораздо слабее, а часто его нет вообще. В цунамиопасных регионах есть правило, что если ощущается землетрясение, то лучше уйти дальше от берега и при этом забраться на холм, таким образом, заранее подготовиться к приходу волны.
- Необычный дрейф льда и других плавающих предметов, образование трещин в припае.
- Громадные взбросы у кромок неподвижного льда и рифов, образование толчеи, течений.

## Системы предупреждения цунами
Системы предупреждения цунами строятся главным образом на обработке сейсмической информации. Если землетрясение имеет магнитуду более 7,0 (в прессе это называют баллами по шкале Рихтера, хотя это ошибка, так как магнитуду не измеряют в баллах. Измеряют в баллах балльность, характеризующую интенсивность сотрясения грунта во время землетрясения) и центр расположен под водой, то подаётся предупреждение о цунами. В зависимости от региона и заселённости берегов условия выработки сигнала тревоги могут быть различными.
Вторая возможность предупреждения о цунами — это предупреждение «по факту» — способ более надёжный, так как практически отсутствуют ложные тревоги, но часто такое предупреждение может быть выработано слишком поздно. Предупреждение по факту полезно для телецунами — глобальных цунами, оказывающих влияние на весь океан и приходящих на другие границы океана спустя несколько часов. Так, индонезийское цунами в декабре 2004 года для стран Африки является телецунами. Классическим случаем являются Алеутские цунами — после сильного заплеска на Алеутах можно ожидать существенный заплеск на Гавайских островах. Для выявления волн цунами в открытом океане используются придонные датчики гидростатического давления. Система предупреждения, основанная на таких датчиках со спутниковой связью с приповерхностного буя, разработанная в США, называется DART (англ. Deep-ocean Assessment and Reporting of Tsunamis). Обнаружив волну тем или иным образом, можно достаточно точно определить время её прибытия в различные населённые пункты.
Существенным моментом системы предупреждения является своевременное распространение информации среди населения. Очень важно, чтобы население представляло, какую угрозу несёт с собой цунами. В Японии имеется множество образовательных программ по природным катастрофам, а в Индонезии население в основном не знакомо с цунами, что и стало основной причиной большого количества жертв в 2004 году. Также большое значение имеет законодательная база по застройке прибрежной зоны.

## Наиболее крупные цунами

### XX век
- 5.11.1952 Северо-Курильск.

Вызвано мощным землетрясением (оценка магнитуды по разным источникам колеблется от 8,3 до 9), которое произошло в Тихом океане в 130 километрах от побережья Камчатки. Три волны высотой до 15—18 метров (по разным источникам) уничтожили город Северо-Курильск и нанесли ущерб ряду прочих населённых пунктов. По официальным данным, погибло более двух тысяч человек.
- 9.03.1957 Аляска.

Вызвано землетрясением с магнитудой 9,1, произошедшим на Андреяновских островах (Аляска), которое вызвало две волны, со средней высотой волн 15 и 8 метров соответственно. Кроме того в результате землетрясения проснулся вулкан Всевидова, расположенный на острове Умнак и не извергавшийся около 200 лет. В катастрофе погибло более 300 человек.
- 9.07.1958, залив Литуйя, (юго-запад Аляски).

Землетрясение, произошедшее севернее залива (на разломе Фэруэтер), инициировало сильные оползни на склоне расположенной над бухтой Литуйя горы (около 30 миллионов кубических метров земли, камней и льда). Вся эта масса завалила северную часть бухты и вызвала огромную волну достигшую деревьев на горном склоне высотой более 500 метров, скорость потока составляла 160 км/ч. Максимальная высота, на которой были зафиксированы разрушения, вызванные волной, составляла 524 метра над уровнем моря (или 1720 футов).
- 28.03.1964, Аляска, (США).

Крупнейшее на Аляске землетрясение (магнитудой 9,2), произошедшее в проливе Принца Уильяма, вызвало цунами из нескольких волн, с наибольшей зафиксированной высотой (в момент появления) — 67 метров. В результате катастрофы (в основном, из-за цунами) по разным оценкам погибло от 120 до 150 человек.
- 17.07.1998, Папуа-Новая Гвинея.

Землетрясение с магнитудой 7,1, произошедшее на северо-западном побережье острова Новая Гвинея, вызвало мощный подводный оползень, породивший цунами, в результате которого погибло более 2000 человек.

### XXI век

Распространение цунами по Индийскому океану

- 6 сентября 2004 года, побережье Японии

В 110 км от побережья полуострова Кии и в 130 км от побережья префектуры Коти произошли два сильных землетрясения (магнитудой до 6,8 и 7,3 соответственно), вызвавших цунами, с высотой волн до одного метра. Пострадало несколько десятков человек.
- 26 декабря 2004, Юго-Восточная Азия.

В 00:58 произошло мощнейшее землетрясение — второе по мощности из всех зарегистрированных (магнитудой 9,3), вызвавшее самое смертоносное из всех известных цунами. От цунами пострадали страны Азии (Индонезия — 180 тыс. человек, Шри-Ланка — 31—39 тыс. человек, Таиланд — более 5 тыс. человек и др.) и африканская Сомали. Общее количество погибших превысило 235 тыс. человек.
- 2 апреля 2007, Соломоновы острова.

Вызвано землетрясением магнитудой 8, произошедшим в южной части Тихого океана. Волны в несколько метров высотой достигли и Новой Гвинеи. Жертвами цунами стали 52 человека.
- 11 марта 2011, Япония.

Сильнейшее землетрясение магнитудой 9,0 с эпицентром, находящимся в 373 км северо-восточнее Токио, вызвало цунами с высотой волны, превышавшей 7 метров. По полученным данным, гипоцентр землетрясения находился на глубине 32 км к востоку от северной части острова Хонсю, и простирался на расстояние около 500 км, что видно из карты афтершоков. Кроме того, землетрясение и последовавшее за ним цунами стали причиной аварии на АЭС Фукусима I.
По состоянию на 2 июля 2011 года официальное число погибших в результате землетрясения и цунами в Японии составляет 15 524 человек, 7 130 человек числятся пропавшими без вести, 5 393 человек ранены.

### Мегацунами
Некоторыми специалистами высказывается мнение, что главной причиной особенно сильных, так называемых суперцунами, становится падение на поверхность планеты небесных тел. По их мнению, прослеживается закономерность в резких климатических изменениях на границе плейстоцена и голоцена и падением крупных метеоритов на земную поверхность и в акваторию океанов. В их исследованиях представлены геологические, археологические и исторические свидетельства трёх крупнейших климатических катастроф, возможно происходивших на Земле около 12 900 лет тому назад, 4300—4500 лет тому назад и в 536—540 годах нашей эры. Для изучения проблемы космогенных цунами была создана международная научная группа Holocene Impact Working Group.